# Vladimir Kovalyonok
Vladimir Vasiliyevich Kovalyonok (Bielorrusso: Уладзі́мір Васі́льевіч Кавалёнак; em russo:  Влади́мир Васи́льевич Ковалёнок; nascido em 3 de Março de 1942 em Beloye, agora na Bielorrússia) foi um cosmonauta soviético e oficial da Força Aérea Russa. Ingressou no programa espacial em 5 de Julho de 1967 e assumiu o comando de três missões espaciais entre 1978 e 1981. Encerrou sua carreira como cosmonauta em 23 de Junho de 1984 e se retirou de suas atividades militares em 2002, assumindo a posição de oficial de reserva. É o presidente, desde janeiro de 2001, da Federação Russa de Cosmonáutica.

## Missões
- Soyuz 25
- Soyuz 29
- Soyuz T-4
- Salyut 6